# Salamanca (New York)
Salamanca je grad u američkoj saveznoj državi New York. Prema popisu stanovništva iz 2010. u njemu je živjelo 5.815 stanovnika.